# Ever 17: The Out of Infinity
Ever 17: The Out of Infinity är ett datorspel i genren visuell roman, som utvecklades av KID. Det är den andra delen i spelserien Infinity; det föregås av Never 7: The End of Infinity och följs av Remember 11: The Age of Infinity, 12 Riven: The Psi-Climinal of Integral och Code_18. Det gavs ursprungligen ut i Japan den 29 augusti 2002 till Playstation 2 och Dreamcast, och porterades senare till Microsoft Windows, Playstation Portable, Android och IOS. En lokalisering av Microsoft Windows-versionen gavs ut av Hirameki International i Nordamerika år 2005.
Spelet följer Takeshi Kuranari och en pojke med minnesförlust, som kallas "Kid", som båda är fast i en undervattenstemapark tillsammans med några andra personer efter att en läcka har fått delar av parken att översvämmas; de kan inte kontakta någon på ytan, och på grund av det höga vattentrycket beräknas parken implodera efter 119 timmar. Spelupplägget består av att spelaren läser spelets handling och att han eller hon vid vissa tillfällen gör val som påverkar handlingens riktning, vilket leder den till en av flera olika slut.
Utvecklingsteamet inkluderade regissören Takumi Nakazawa, författaren och planeraren Kotaro Uchikoshi, figurdesignern Yuu Takigawa och kompositören Takeshi Abo. Då Never 7:s science fiction-aspekter hade uppskattats av kritiker gjordes Ever 17 med ett större fokus på science fiction. En nyversion av spelet utvecklades år 2011 av 5pb. och Cyberfront till Xbox 360, med originalets 2D-sprites utbytta mot 3D-modeller; den här förändringen gjordes då 3D-modeller ansågs vara lättare att animera. Spelet har blivit positivt mottaget; recensenter har kallat det ett av de bästa i sin genre, på grund av dess handling, figurer, musik och grafik.

## Spelupplägg
Ever 17 är en visuell roman i vilken spelaren läser spelets handling. Vid vissa tillfällen kan spelaren göra olika val som påverkar vilken riktning handlingen fortsätter i, och leder till elva olika slut. Hela handlingen avslöjas inte i ett enda slut; istället måste spelaren spela spelet flera gånger, och får ny information vid varje spelomgång. Efter att ha spelat genom spelet en gång kan spelaren spola förbi text och ta sig till de tillfällen där de kan göra val; de har även möjligheten att starta från en punkt längre in i spelet, så att de inte måste gå tillbaka till början av spelet varje gång de spelar om det.
Spelet inkluderar två spelarfigurer: Takeshi Kuranari (倉成 武 Kuranari Takeshi?) och Kid (少年 Shōnen?). Spelaren utvecklar relationer med olika figurer beroende på vilken figur han eller hon: exempelvis kan spelaren bli nära Tsugumi Komachi (小町 つぐみ Komachi Tsugumi?) om han eller hon spelar som Takeshi, medan hon bara är en bifigur om spelaren spelar som Kid. Spelarfiguren väljs inte direkt; istället bestäms spelarfiguren beroende på ett val som spelaren gör under ett strömavbrott i början av spelet.

## Handling

### Miljö och figurer
Ever 17 utspelar sig i Japan, i undervattenstemaparken Lemu 51 meter under ytan på den konstgjorda ön Insel Null. När halva Lemu översvämmas blockeras utgången och kommunikationen till ytan stängs av, vilket leder till att spelets figurer inte kan ta sig ut. Lemu är också under stort vattentryck, vilket begränsar den tid figurerna har på sig att ta sig ut till 119 timmar.
Spelaren tar rollen som två figurer, och ser handlingen från deras perspektiv: Takeshi Kuranari, en student som besökte parken med sina vänner; och en pojke med minnesförlust, som inte kommer ihåg sitt eget namn och bara kallas "Kid". Bland andra figurer finns You Tanaka (田中 優 Tanaka Yu?), en deltidsanställd på Lemu; Tsugumi Komachi, en kvinna som är misstänksam mot de andra; Sora Akanegasaki (茜ヶ崎 空 Akanegasaki Sora?), en artificiell intelligens och datoringenjören på Lemu, som bara ses genom en projektion på de andra figurernas ögon; Sara Matsunaga (松永 沙羅 Matsunaga Sara?), en andraårselev och en hacker; och Coco Yagami (八神 ココ Yagami Koko?), en flicka som är fast på Lemu med sin hund Pipi.

### Intrig
Spelets handling börjar den 1 maj 2017, när ett strömavbrott inträffar på Lemu, deras kommunikationssystem slutar fungera och parken börjar läcka in vatten, vilket blockerar utgången och hindrar figurerna från att ta sig ut. På grund av vattentrycket beräknas parken att implodera efter 119 timmar; vattentrycket förhindrar också att figurerna kan fly genom att simma, då det skulle krossa deras lungor. Om spelaren spelar som Takeshi bygger han upp ett förhållande med Tsugumi, som avslöjar att hon och hennes hamster Chami bär på viruset Cure, som har skrivit om deras genetiska kod och stoppat deras biologiska åldrande. Hon och Takeshi har sex, och hon blir befruktad. Senare blir Coco sjuk. Det avslöjas att det finns en forskningsanläggning under Lemu vid namn IBF, och att Lemu skapades av läkemedelsföretaget Leiblich Pharmaceutical som täckmantel för IBF. Anläggningen utvecklade det dödliga viruset Tief Blau; Lemu-katastrofen inträffade när IBF förlorade kontroll över Tief Blau och viruset spred sig. Coco utsattes för viruset när hon besökte sin far, en IBF-forskare.
Gruppen beger sig till IBF för att leta efter botemedel, men börjar visa tecken på Tief Blau. Ett undantag är Tsugumi, då Cure-viruset har gjort henne immun; gruppen injicerar sig själva med hennes antikroppar. De får kontakt med ytan, och en räddningsfarkost skickas ned, men kan bara stanna en kort tid. Tsugumi lämnar IBF för att leta efter Chami, som har försvunnit; Takeshi jagar efter henne, och sparar Soras data på en hårddisk för att rädda hennes minnen. De återvänder till IBF, och finner att de är för sent till räddningsfarkosten. De hittar en ubåt och flyr med den, men dess batterier tar slut; Takeshi lämnar ubåten, vilket ger den tillräckligt med flytkraft för att rädda Tsugumi, medan han dör på havsbottnen. Coco dör på IBF, då hon hade letat efter Pipi och räddningsteamet inte kunde hitta henne.
Om spelaren spelar som Kid är Sara fast i Lemu istället för Coco; Kid upplever regelbundna visioner av Coco, men ingen annan ser henne. Gruppen lyckas kontakta ytan, och öppnar och stänger dörrarna till olika rum i Lemu för att flytta omkring vattnet, vilket gör det möjligt för dem att ta sig ut. Efter att ha spelat spelet som både Takeshi och Kid får spelaren tillgång till en sista "rutt", i vilken det avslöjas att medan de händelser som Takeshi upplevde utspelade sig 2017, var de som Kid upplevde återskapade i ett återbyggt Lemu år 2034. Den You som framträdde 2017, vars fulla förnamn är Yubiseiharukana, hade artificiellt befruktat sig själv och fött Yubiseiakikana, som tog rollen som "You" år 2034. Pipi hade tagit sig ut från Lemu år 2017, och burit med sig hårddisken med Soras minnen och videomaterial som visar Coco fast på IBF. Sara och Kid visar sig vara Tsugumi och Takeshis barn, och Kids verkliga namn visar sig vara Hokuto. Den Kid som framträdde 2017, vars namn är Ryogo Kaburaki, spelade rollen som Takeshi under återskapelsen, då han hade slutat åldras på grund av Cure-viruset.
Återskapelsen gjordes för att räta upp två punkter i den fjärde dimensionen, tid, för att dra till sig uppmärksamheten hos den person som spelar Ever 17; figurerna ser spelaren som en fyrdimensionell varelse, "Blick Winkel", som kan förflytta sig genom tiden; Hokutos minnesförlust kom som en följd av Blick Winkels framträdande. Yubiseiharukana berättar för Blick Winkel att han eller hon hade sagt åt henne att återskapa händelserna för att rädda Takeshi och Coco. Blick Winkel tar sig till 2017, väcker Takeshi på havsbottnen och tvingar honom att simma tillbaka till IBF; där injicerar han Coco med Tsugumis antikroppar. Blick Winkel varnar Yubiseiharukana år 2017 att inte rädda Takeshi och Coco omedelbart, för att undvika en tidsparadox; istället låter Blick Winkel Takeshi och Coco undergå kryogenisk sömn på IBF. De vaknar 2034 och är räddade. Sora, som nu har en mekanisk kropp, får tillbaka sina minnen från hårddisken, och Yubiseiharukana läcker information om Leiblich och avslöjar dem som de som låg bakom Tief Blau-utbrottet.

## Utveckling
Spelet regisserades av Takumi Nakazawa. medan Kotaro Uchikoshi skötte planering och manus och Yuu Takigawa designade figurerna. Medan det föregående spelet i serien, Never 7: The End of Infinity, fokuserade på romantik med viss användning av science fiction-teman, var användningen av de här två temana mer balanserat i Ever 17; beslutet att göra så fattades då science fiction-temana i Never 7 blev positivt mottagna av kritiker. Spelets miljö, som beskrevs som "du är fast någonstans och försöker fly", gjordes för att porträttera två av mänsklighetens instinktiva begär: den undermedvetna önskan att återvända till tryggheten hos ens moders livmoder och stänga ute världen, och önskan att fly från och överkomma ens nuvarande tillstånd. Never 7 hade planerats som ett fristående verk, men det bestämdes under utvecklingen av Ever 17 att koppla samman de två spelens världar. Utvecklingen av spelet färdigställdes i maj 2002.
Spelets soundtrack komponerades av Takeshi Abo, och inkluderar "geometrisk musik" på grund av spelets teoretiska element och science fiction-teman. Innan han komponerade musiken läste han spelets berättelse, så att han skulle förstå miljön och alla figurers personlighet så fullständigt som möjligt. Han skrev ner sina första intryck av handlingen, med ett fokus på dess "emotionella flöde" och de händelser som äger rum genom handlingens gång. Enligt Abo tar den här metoden längre tid, men tillåter honom att göar bättre musik som är bättre kopplad till spelvärlden än om han bara hade valt ut olika låtar till olika delar av spelet. Då han gillade spelets handling kom musiken att reflektera Abos egen musiksmak. Asami Imai framförde den låt som spelas under Playstation Portable-versionens öppningssekvens.

### Nyversion
En nyversion av spelet, som enbart hade titeln Ever 17, utvecklades till Xbox 360 i ett samarbete mellan 5pb. och Cyberfront; den här versionen gjordes om från början, och inkluderar nya "event"-bilder, ominspelade röster, nya rutter genom handlingen och ett nytt slut. Den använder sig av 3D-modeller under konversationsscenerna; valet att gå från 2D till 3D gjordes då 3D-modeller av figurer ansågs vara enklare att animera än 2D-sprites, då de kan poseras utan att en ny pose måste tecknas manuellt.
5pb.:s verkställande direktör, Chiyomaru Shikura, ansåg att visuella romaner som mediagenre är över manga men under anime, och sade att i och med att genren förflyttar sig till 3D skulle den efterhand komma ikapp anime. Han sade att Xbox 360-marknaden inte var stark i Japan, men hade uppfattningen att japanska Xbox 360-användare är personer som gillar datorspel mycket, och som har förmågan att göra sin community större; han ansåg att "mun till mun"-marknadsföring är en viktig del i den japanska Xbox 360-marknaden. Nyversionens signaturmelodi framfördes av Kokomi från bandet Asriel.

## Lansering
Ever 17 gavs ursprungligen ut till Dreamcast och Playstation 2 den 29 augusti 2002 i Japan. En Microsoft Windows-version gavs ut den 16 maj 2003 i Japan, och lokaliserades och gavs ut av Hirameki International den 20 december 2005 i Nordamerika. Spelet gavs även ut till Playstation Portable den 12 mars 2009 och till Android och IOS den 5 januari 2013. Playstation Portable-versionen var årets 744:e bäst säljande datorspel år 2009 i Japan, med 7 482 sålda exemplar. Xbox 360-versionen planerades ursprungligen att ges ut den 28 juli 2011, men försenades till den 1 december samma år. Den fanns tillgänglig i en standardversion och en limited edition, varav den senare inkluderade spelets soundtrack.
Annan media baserad på spelet har givits ut. Ett musikalbum med spelets soundtrack, Ever 17: The Out of Infinity - Sound Collection, gavs ut av Scitron den 4 september 2002. Scitron gav ut ett annat album, Ever 17: The Out of Infinity - Vocal Collection, den 6 augusti 2003, som samlar singlar som tidigare hade givits ut under en tvåårsperiod. Albumet inkluderar två sånger från spelet, instrumentala versioner av dem, och sånger baserade på händelser och figurer i spelet. En radioteater, 2035, gavs ut på CD den 18 december 2002, även den av Scitron. En manga-adaption av spelet tecknades av Chigusa Imetani och gavs ut av Enterbrain på deras Famitsu Comic Clear-webbsida från 2011 till 2012; den har sedan givits ut i två samlade volymer. En bok vid namn Ever 17 10th Anniversary Fanbook gavs ut på 2012 års vinter-Comiket, och innehåller nya teckningar av Takigawa.

## Mottagande
| Mottagande      | Mottagande                               |
| Recensionsbetyg | Recensionsbetyg                          |
| Publikation     | Betyg                                    |
| --------------- | ---------------------------------------- |
| Famitsu         | 26/40 (PS2/DC) 30/40 (7, 8, 7, 8) (X360) |
| RPGFan          | 93%                                      |

Neal Chandran på RPGFan kallade Ever 17 "ett fantastiskt äventyrsspel" och ett av de bästa japanska spelen i genren som var tillgängliga på engelska. Han gillade spelets manus; han ansåg konversationerna med andra figurer vara djupa, filosofiska och intellektuella, och sade att alla figurer i spelet är intressanta. Han ansåg att konversationerna lät "som konversationer ska", men hittade flera fel i den engelskspråkiga lokaliseringen, däribland stavfel och grammatikfel, såsom felaktig användning av orden "your" och "you're". Jason Young på Gamezone kallade spelet ett "mästerverk för alla åldrar som är nästan felfritt på alla sätt" och sade att spelet var den bästa visuella roman som var tillgänglig på engelska. Han sade att Ever 17 hade en av historiens bästa karaktärsteckningar i datorspel, och kallade den "oväntad vändningen" i spelets handling häpnadsväckande.
Skribenter för Famitsu tyckte att kombinationen av spänning och romantik kändes märklig. De tyckte att spelsystemet, som de kallade användarvänligt, var typiskt för KID och gjorde upprepade spelomgångar behagliga. Chandran gillade spelets grafik, och sade att medan de bara består av stilla 2D-bilder på en statisk bakgrund var figurdesignen tilltalande och bakgrunderna ljusa och detaljerade. Han uppskattade spelets ljud; han sade att röstskådespelarna gjorde ett utmärkt jobb med sina figurer, och att musiken var väldigt bra. Han gillade att musiken var varierad, och ansåg att den representerade de olika scenarierna och känslorna i spelet på ett bra sätt, och sade att den var en stor förbättring jämfört med musiken i Never 7.
År 2010 rankade RPGFan spelet som 2000-talets artonde bästa rollspel, och kallade det "en höjdpunkt för visuella romaner"; de refererade till dess handling, som de kallade "en av de mest emotionellt laddade, intensiva, djupa och övertygande berättelser som någonsin skådats i ett datorspel", och dess figurer, som de sade utvecklas på ett trovärdigt sätt, vilket får spelaren att bilda ett emotionellt band till minst ev av dem. De kallade även Tsugumi en av de bästa tragiska hjältinnor som de hade mött i ett datorspel. Chandran rankade spelet som det tredje bästa rollspelet från den sjätte generationens konsoler, och sade att det var hans favorit i Infinity-serien och en av hans favoriter bland datorspel i allmänhet.